# Gustav Kneip (Komponist)
Gustav Kneip (* 3. April 1905 in Beningen (bei Sankt Avold), Kreis Forbach, Bezirk Lothringen, Reichsland Elsaß-Lothringen, Deutsches Kaiserreich; † 24. Oktober 1992 in Hamburg) war ein deutscher Komponist, Dirigent und Programmgestalter für den Hörfunk. Bekanntheit genießt bis heute das von ihm komponierte Schwalbenlied.

## Familie und Ausbildung
Sein deutschstämmiger Großvater war Beamter und mit einer Französin verheiratet. Bereits in zweiter Generation war seine Familie (seit dem Krieg 1870/71) im zum heutigen Saarland grenznahen, damals deutschen „Reichsland Elsaß-Lothringen“ ansässig. Kneips Vater war Postverwalter seines Geburtsorts. Von 1911 bis 1919 lebte die Familie in Saargemünd. Gustavs musikalische Begabung zeigte sich früh, er betätigte sich schon im Alter von neun Jahren aushilfsweise als Pianist in einem örtlichen Kino. Nach dem von Deutschland verlorenen Ersten Weltkrieg wurden die Kneips aus dem nun wieder zu Frankreich gehörigen Lothringen ausgewiesen und siedelten nach Köln über. Dort begann Gustav 1922 ein Musikstudium an der Rheinischen Musikschule, wo er ein Schüler von Hermann Unger war. Anfang 1937 ging Kneip nach Saarbrücken, 1943 heiratete er dort in zweiter Ehe die Konzertsängerin Maria Corbé († 2005) aus Oberbexbach. Im Spätsommer kamen beide 1943 über Berlin nach Prag und 1945 wieder zurück ins französisch besetzte Saargebiet. Ab 1951 lebte das Paar in Hamburg, wo Kneip im Alter von 87 Jahren starb.

## Berufliche Entwicklung
1924 wurde er Kapellmeister und Dirigent am Theater Bonn, im Jahr 1927 begann er als Komponist und Freier Mitarbeiter bei der gerade gegründeten Westdeutschen Rundfunk AG (WERAG). Dort verhalf ihm der Erfolg seiner Hörfunk-Weihnachtsoper Christkinds Erdenreise, die er in Rekordzeit sendereif inszenierte, zu einer Festanstellung zum 1. Juli 1930 als Tonmeister unter dem Intendanten Ernst Hardt. Kneip trat im August 1932 der NSBO bei, im Februar 1933 wurde er Mitglied im Kampfbund für deutsche Kultur, zum 1. Mai trat er der NSDAP bei (Mitgliedsnummer 3.503.899), schließlich Juni 1933 der Motor-SA. Unter den neuen Machthabern war Heinrich Glasmeier Intendant, Kneips vorgesetzter Abteilungsleiter für das Ressort Musik Adolf Raskin, beides linientreue Nationalsozialisten. Gustav Kneip selbst wurde 1934 Leiter der Abteilung Unterhaltung der nun „Reichssender Köln“ benannten Anstalt.

### „Der frohe Samstagnachmittag“
Kneip war maßgeblich an der Entwicklung des Sendeformats Der frohe Samstagnachmittag beteiligt, eine der populärsten Radiosendungen mit Sketchen und Musikdarbietungen, die es in der Zeit von 1934 bis 1939 auf nahezu 150 Folgen brachte. Ab Folge fünf waren bereits sechs weitere deutsche Sender angeschlossen, ab der achten Folge alle – bis auf München. Schließlich verfügte Joseph Goebbels selbst, nach einer Hörerpetition in Bayern, das quotenstarke Format künftig als „Reichssendung“ zu produzieren.

### Kampf um die Saar
In Adolf Raskin fand Kneip schon früh einen Förderer bei der WERAG, der ihn auch zum Aufbau einer eigenen Volksmusikabteilung motivierte. Als Raskin dann 1934 die Leitung des „Westdeutschen Gemeinschaftsdienstes“ in Frankfurt übernahm, gewann seine Tätigkeit eine neue politische Dimension. Ziel war es, bis zur Saarabstimmung 1935 eine Mehrheit für den Anschluss des Saarlandes an Deutschland zu gewinnen. Dafür trug Kneip deutschsprachige Volkslieder aus der Grenzregion Lothringen–Elsaß zusammen (u. a. aus dem Fundus des Liedersammlers Louis Pinck), die in propagandistischen Ringsendungen der Reichssender Köln – Frankfurt – Stuttgart den deutschnationalen Charakter der Region herausstellen und damit gezielt saarländische Hörer erreichen sollten. Nachdem sich die Saarländer am 13. Januar 1935 mit über 90%iger Mehrheit für Deutschland entschieden hatten, wurde Raskin mit der Einrichtung des Reichssenders Saarbrücken beauftragt und am 4. Dezember selben Jahres sein erster Intendant. Kneip, bei der WERAG geplagt von ständigen Zerwürfnissen mit seinem Kölner Intendanten Glasmeier, zögerte nicht lange und folgte dem Ruf seines Mentors nach Saarbrücken, als neuer Unterhaltungschef.

### „Sperlings bunte Bühne“ und die Saarbrücker Radiosinfonie
Kneips Erfahrungen bei der WERAG trugen bereits ein Jahr nach seinem Wechsel in Saarbrücken Früchte. Mit „Sperlings bunte Bühne“ etablierte er dort eine nicht weniger populäre Variante nach den Leitmotiven des „Frohen Samstagnachmittags“, mit passender regionaler Ausrichtung, jedoch begrenzt von den eher bescheidenen Möglichkeiten der kleineren und noch sehr jungen Sendeanstalt. Im Vordergrund stand daher schon bald die Ablösung des kleinen Kammer- und Tanzorchesters durch eine vollwertige Radiosinfonie, wie er sie von den großen Anstalten her kannte. Sein Debüt gab das neue Orchester am 9. September 1937 unter der Leitung von Kapellmeister Albert Jung in der Saarbrücker „Wartburg“, einem requirierten Saalbau des Gemeindehauses der evangelischen Kirchengemeinde Saarbrücken-Sankt-Johann. Überkommene Abgrenzungen zwischen „(ernster) Kunst“ und „(leichter) Unterhaltung“ verschwanden, dieses Orchester musste und konnte beides bieten.

### Lehár in der Saarbrücker „Wartburg“
Mit den Möglichkeiten des großen Orchesters öffneten sich Kneip, seit 1938 Leiter der neu geschaffenen „Hauptabteilung Kunst und Unterhaltung“, ganz neue Horizonte. Es gelang ihm, bekannte Komponisten wie Eduard Künneke und Nico Dostal als Dirigenten für Konzerte in Saarbrücken zu gewinnen. Den Höhepunkt setzte noch kurz vor Kriegsbeginn der aus der letzten Ära der Wiener Operette hervortretende Franz Lehár. „Lehár dirigiert Lehár“ war in Saarbrücken binnen dreier Tage ausverkauft. Dem am 28. Juni 1939 live übertragenen und in sechs Sprachen angesagten Radiokonzert waren 144 internationale Sender angeschlossen – es war eine „Kraft durch Freude“-Veranstaltung. Als Solisten traten Marcel Wittrisch und Margarethe Pfahl auf.

### Reichsrundfunkgesellschaft Berlin und Prag
Die Umstände des fortschreitenden Kriegs erschwerten zunehmend die Programmgestaltung. Kneip verließ im Jahre 1943 Saarbrücken nach einem Streit mit seinem Verwaltungsdirektor. Er wurde auf seinen eigenen Wunsch an den Hauptsitz Berlin beordert. Bereits seit 1940 war er dort für die musikalische Koordination aller Reichssender und die Soldatensendungen verantwortlich. Im Sommer 1943 erhielt er eine neue Position in Karolinenthal nahe bei Prag zum Aufbau einer Unterhaltungsabteilung beim „Reichssender Böhmen“ und erlebte dort mit seiner Frau das Kriegsende, gefolgt von der Flucht zurück ins Saargebiet.

### Nachkriegsjahre
Nach dem Krieg gründete Kneip zunächst in Saarbrücken eine private Musikschule, in der er selbst als Klavierlehrer und seine Frau als Gesangslehrerin tätig waren. Jedoch blieb es Kneip versagt, eine Festanstellung in leitender Position bei den Nachfolgern der Sendeanstalten des zerschlagenen Reichsrundfunks zu erlangen. Er galt als nicht unbelastet und scheiterte deswegen in Saarbrücken, Köln und schließlich auch Hamburg. Weniger sein Verhalten, das er in seiner eigenen Rückschau als vorwiegend „unpolitisch“ einstufte, sondern eher die Popularität der von ihm geprägten Sendeformate, die ihn zwar nicht zum Hauptakteur, aber doch zum Wegbereiter der nationalsozialistischen Bewegung gemacht hätten, wurde ihm als Hinderungsgrund vorgehalten. Selbst ehemalige Mitarbeiter und Weggefährten sollen gegen seine Einstellung interveniert haben. Besondere Brisanz erlangte dies im teilautonomen Saarland, wo man Kneip aufgrund seiner Haltung bei der Saarabstimmung 1935 nun auch feindliche Tendenzen gegen den von der Regierung Hoffmann propagierten „Status quo“ unterstellte, alles Prodeutsche unterdrückte und Kneip sogar im Saarland 1950 ein Berufsverbot erteilte. Sein Werk wurde fortan auf „Radio Saarbrücken“ nicht mehr gespielt.
Bar jeglicher Grundlage zum Einkommenserwerb im Saarland, übersiedelte das Paar daraufhin 1951 nach Hamburg. Dort setzte Kneip seinen Fokus auf Komposition und Volkslied. In dieser Zeit entstand eine beeindruckende Anzahl an Musikstücken für Hörspiel und Film, darunter auch Schlager, sowie anspruchsvolle Chor-, Kammermusik und Oper, die er in freier Mitarbeit der sich gerade neu strukturierenden Medienlandschaft der Bundesrepublik Deutschland andiente.
Erst nach der Saarabstimmung 1955 war es Kneip 1956 wieder möglich, der nun öffentlich-rechtlichen ARD-Anstalt „Saarländischer Rundfunk (SR)“ im von Josef Reichert geleiteten Ressort „Chor- und Volksmusik, Heimat- und Kirchenfunk“ wieder zuzuarbeiten.

### DKV und IDK
Kneip übernahm 1968 das Amt des 1. Vorsitzenden der Sektion Hamburg im Deutschen Komponistenverband (DKV). 1977 erklärte er im Streit seinen Austritt, im selben Jahr war er Gründungsmitglied des Interessenverband Deutscher Komponisten (IDK) und dessen Vorsitzender bis zu seinem Tod im Jahre 1992. Anfang des Jahres 1994 reunierten sich der DKV und der IDK zum Deutschen Komponisten-Interessenverband, der sich seit 2000 wieder Deutscher Komponistenverband nennt.

## Werke
Berühmt waren seine Kompositionen für verschiedene Hörspiele in Deutschland in der Zeit von 1927 bis 1951, wie zum Beispiel Enten und Seeschlangen. Eine phantastische funkjournalistische Angelegenheit von Hermann Tölle aus dem Jahr 1929. Ebenso schrieb er die Musik für vier Filme: Das Hermännchen – Nee, nee, was es nich' alles gibt (1936), Insel ohne Moral (1950), Ich warte auf Dich (1952), und Der Glücksbringer (1957). Aber auch weniger unverfängliche Titel trugen zu seiner Popularität bei, etwa das im Zeitgeist der Saarabstimmung entstandene Werk: Deutsch ist das Land, das Volk an der Saar – Kampf um die Saar (1934, Text: Johannes Kirschweng) und sein Fliegerlied – Es donnern die Motoren ihr eisernes Lied in die Welt… (1941, Text: Arnold Wiesmann). Den größten kommerziellen Erfolg erzielte jedoch sein Schwalbenlied – Mutterl, unterm Dach ist ein Nesterl gebaut… (1936, Text: Theo Rausch), das sich in der Interpretation von Willy Schneider bereits im ersten Jahr 300.000-fach verkaufte und in den Folgejahren vielfach bis in die heutige Zeit gecovert wurde (u. a. von Heintje, Heino, Fred Bertelmann, Stefanie Hertel).

## Auszeichnungen
- Ernennung zum Ehrenbürger seines Geburtsortes Béning-lès-Saint-Avold, 31. Mai 1983
- Louis-Pinck-Preis der Alfred Toepfer Stiftung F.V.S., 1991